# Portrait d'une jeune femme (Ghirlandaio)
Portrait d'une jeune femme (en italien : Ritratto di Giovane Donna) est une peinture réalisée  a tempera sur bois par le peintre italien de la Renaissance Domenico Ghirlandaio, vers 1490. Mesurant 44 × 32 cm, la peinture est conservée au Musée Calouste-Gulbenkian, à Lisbonne.

## Description
Le personnage représenté rappelle les personnages de la famille Sassetti peints à fresque par l'artiste pour la chapelle Sassetti de l'église Santa Trinita à Florence. Elle est vêtue à la mode florentine de l'époque, avec une superposition de vêtements près du corps et un cou orné d'un collier de corail.
Les représentations féminines de Ghirlandaio, comme celles de Botticelli, sont soumises à un engagement esthétique qui privilégie la stylisation idéaliste et l'unité décorative de l'ensemble, à une époque où le portrait se répand dans la bourgeoisie et un goût pour la caractérisation réaliste de la figure. Le délicat équilibre des formes et l'harmonie des associations chromatiques suggèrent l'aspiration à un idéal d'ordre comme principe de composition. Ce phénomène correspond à une tendance généralisée à l'humanisation de l'art. Bel exemple des représentations du Quattrocento, le personnage présente sa tête tournée de trois quarts, sur un fond neutre, conformément à la pratique antérieure à l'introduction du paysage en arrière-plan. La coupe se situe un peu en dessous des épaules et le visage, bien que traité sans souci excessif du détail, témoigne d'une recherche de figuration naturaliste, d'une volonté de « faire vrai ».

## Histoire récente
Selon la page du Musée Gulbenkian, les propriétaires connus de l'œuvre sont les suivants : le comte Savonelli, Rome, 1860 ; Georges Spiridon, 1860-1887 ; Joseph Spiridon, Paris, 1887-1929 ; vendu par Joseph Spiridon à Cassirer & Helbing, Berlin, le 31 mai 1929. Acquis par Calouste Gulbenkian via Duveen auprès d'Arthur Julius Goldschmidt, en juin 1929.